# Katja Nyberg (política)
Katja Maria Elisabeth Nyberg (nascida a 16 de setembro de 1971) é uma política dos Democratas Suecos (SD). Ela foi eleita como membro do Riksdag com as eleições legislativas suecas de 2018.
Nyberg trabalhou como polícia e também para o Serviço de Segurança Sueco, antes de servir como parlamentar. Além disso, ela também foi membro do conselho do partido dos Democratas Suecos em Estocolmo e serve no Comité de Justiça no Riksdag. Nessa posição, concentra-se no combate ao crime de gangues e à violência pela honra. Nyberg descreveu-se como sendo da ala mais moderada do SD e que não se teria juntado às versões anteriores do partido.